# Benacazón (kommunhuvudort)
Benacazón är en kommunhuvudort i Spanien.   Den ligger i provinsen Provincia de Sevilla och regionen Andalusien, i den sydvästra delen av landet, 400 km sydväst om huvudstaden Madrid. Benacazón ligger 120 meter över havet och antalet invånare är 5 698.
Terrängen runt Benacazón är huvudsakligen platt. Benacazón ligger uppe på en höjd. Runt Benacazón är det ganska tätbefolkat, med 149 invånare per kvadratkilometer. Närmaste större samhälle är Sevilla, 20,0 km öster om Benacazón. Trakten runt Benacazón består till största delen av jordbruksmark.